# Park Jung-yang

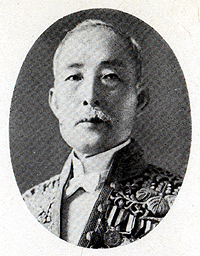
Park Jung-yang, 1940

Park Jung-yang (en coreà 박중양 朴重陽) (3 de maig de 1872 - 23 d'abril de 1959) fou un buròcrata, polític i activista liberalista i social dels joseon durant el període d'ocupació japonesa de Corea.